# HD 160839
HD 160839，又名CD-2711850，SAO 185655、HR 6593，是一颗恒星，视星等为6.36，位于銀經0.63，銀緯0.99，其B1900.0坐标为赤經17h 36m 59.9s，赤緯-27° 0.99′ 9″。